# Бруно Гарцена
Бруно Гарцена (італ. Bruno Garzena, 2 лютого 1933, Венарія-Реале — 30 липня 2024) — італійський футболіст, що грав на позиції захисника, насамперед за «Ювентус». Грав за національну збірну Італії.

## Клубна кар'єра
Народився 2 лютого 1933 року в місті Венарія-Реале. Вихованець футбольної школи клубу «Ювентус». Дорослу футбольну кар'єру розпочав 1952 року в основній команді того ж клубу, в якій провів один сезон, взявши участь в одному матчі чемпіонату, після чого на сезон перейшов до «Алессандрії».
1954 року повернувся до «Ювентуса», де вже став гравцем основного складу. Захищав кольори туринського клубу до 1962 року з річною перервою не сезон 1960/61, який провів в оренді у складі «Ланероссі». Зі «старою сеньйорою» двічі виборював титул чемпіона Італії, також двічі ставав володарем Кубка Італії.
Згодом провів по сезону в «Модені» і «Наполі», а завершував ігрову кар'єру у команді «Івреа», за яку виступав протягом 1964—1966 років.

## Виступи за збірну
1958 року провів свій єдиний матч у складі національної збірної Італії — гру Кубка Центральної Європи 1955—1960 проти австрійців.
| Дата      | Місто  | Господарі | Результат | Гості  | Турнір                   | Голи | Примітки |
| --------- | ------ | --------- | --------- | ------ | ------------------------ | ---- | -------- |
| 23-3-1958 | Відень | Австрія   | 3 – 2     | Італія | Кубок Центральної Європи | -    |          |
| Усього    |        | Матчів    | 1         |        | Голів                    | 0    |          |

## Титули і досягнення
- Чемпіон Італії (2):

«Ювентус»: 1957-1958, 1959-1960
- Володар Кубка Італії (2):

«Ювентус»: 1958-1959, 1959-1960